# Дишдишян, Рубен Левонович
Рубе́н Лево́нович Дишдишя́н (арм. Ռուբեն Լևոնի Դիշդիշյան; род. 15 марта 1959, Казань, СССР) — армянский теле- и кинопродюсер. В 1995 году основал русскую кинокомпанию «Централ Партнершип», генеральным директором которой был до 2011 года. В ноябре 2011 года создал русскую компанию «Марс Медиа Энтертейнмент», приоритетным направлением деятельности которой является кино- и телепроизводство. В 2022 году основал кинопрокатную русскую компанию «Атмосфера кино».

## Биография
Имеет татарские и армянские корни.
В 1981 году окончил архитектурно-строительный факультет Ереванского политехнического института, после чего семь лет работал по специальности. В 1988 году учредил в Ереване кооператив по архитектурно-строительному проектированию.
В 1991 году переехал в Москву, где занялся предпринимательской деятельностью. В 1996 году основал и возглавил кинопродюсерскую компанию «Централ Партнершип», которую покинул в 2011 году. В 2011 году создал кинокомпанию «Марс Медиа Энтертейнмент».
В 2005 году вошёл в пятёрку самых перспективных кинопродюсеров России по версии журнала Forbes.
Под руководством Рубена Дишдишяна в 2010 году компания «Централ Партнершип» вошла в число восьми студий, которые получили в 2010 и 2011 году государственную поддержку на производство фильмов из Федерального фонда социальной и экономической поддержки отечественной кинематографии. В 2009 году компания стала официальным дистрибьютором на территории России и стран СНГ (кроме Украины) продукции кинокомпании Paramount Pictures International. Дважды — в 2010 и 2011 году — компания стала лидером российского кинопрокатного рынка.
С 1998 по 2011 год Рубен Дишдишян продюсировал 137 проектов, в том числе:
- 30 полнометражных фильмов широкого проката с совокупными кассовыми сборами более 135 млн долларов США;
- 15 полнометражных фильмов ограниченного проката;
- 72 телевизионных многосерийных фильма на 685 часов вещания;
- 20 телевизионных полнометражных фильмов.

На кинопремии «Золотой орёл» 2012 года фильмы, продюсером которых был Рубен Дишдишян, были представлены в одиннадцати номинациях и получили призы в пяти из них (в частности «Два дня», «Дом»).
В 2022 году удостоен награды кинофестиваля «Горький fest» за вклад в развитие современного российского кинематографа.

## Фильмография
- 1999 — Будем знакомы!
- 1999 — Плачу вперёд!
- 1999 — Ужин в четыре руки
- 1999 — Поворот ключа
- 2000 — Я вам больше не верю
- 2001 — Шатун
- 2002 — Дорога
- 2002 — Свободная женщина
- 2002 — Джокеръ
- 2002 — Подмосковная элегия
- 2003 — Шик
- 2003 — Родина ждёт
- 2003 — Ангел на дорогах
- 2003 — Личная жизнь официальных людей
- 2003 — Новогодний романс
- 2004 — Принцесса и нищий
- 2004 — Самара-городок
- 2004 — Моя большая армянская свадьба
- 2004 — Дедлайн
- 2004 — 32 декабря
- 2004 — Человек, который молчал
- 2004 — Марс
- 2004 — На безымянной высоте
- 2005 — Бой с тенью
- 2005 — Побег
- 2005 — Дети Ванюхина (телесериал)
- 2005 — Человек войны
- 2005 — Охота на асфальте
- 2005 — Золотой телёнок
- 2005 — Доктор Живаго
- 2005 — Здравствуйте, мы ваша крыша
- 2006 — Точка
- 2006 — Офицеры
- 2006 — Печорин. Герой нашего времени
- 2006 — Заяц над бездной
- 2006 — Ленинградец
- 2006 — Час пик
- 2006 — Танкер Танго
- 2006 — Последний бронепоезд
- 2006 — Волкодав из рода Серых Псов
- 2006 — Я остаюсь
- 2006 — Неверность
- 2006 — Слушая тишину
- 2006 — Снежная королева
- 2006 — Охотник
- 2007 — Мёртвые дочери
- 2007 — Свой-чужой
- 2007 — Семейка Ады
- 2007 — Молодой Волкодав
- 2007 — Ликвидация
- 2007 — Внук Гагарина
- 2007 — Экватор
- 2007 — Отрыв
- 2007 — Русалка
- 2007 — Бой с тенью 2: Реванш
- 2007 — Два в одном
- 2007 — Капкан
- 2007 — Сыщик Путилин
- 2008 — Стритрейсеры
- 2008 — Мымра
- 2008 — На море!
- 2008 — Апостол
- 2008 — Мираж
- 2008 — Домовой
- 2008 — В июне 1941-го
- 2008 — Непобедимый
- 2008 — Золотой ключик
- 2008 — Однажды в провинции
- 2009 — Снежный человек
- 2009 — Бубен, барабан
- 2009 — Волчок
- 2009 — Вольф Мессинг: видевший сквозь время
- 2009 — Две сестры 2
- 2009 — Журов
- 2009 — Лапушки
- 2009 — Невеста любой ценой
- 2009 — Огни большого города
- 2009 — Пелагия и белый бульдог
- 2009 — Сумасшедшая помощь
- 2009 — Тарас Бульба
- 2009 — Фонограмма страсти
- 2009 — Чудо
- 2009 — Братья Карамазовы
- 2009 — М+Ж (Я Люблю Тебя)
- 2009 — Исаев
- 2009 — Миннесота
- 2010 — Без права на ошибку
- 2010 — Брестская крепость
- 2010 — Доктор Тырса
- 2010 — Журов 2
- 2010 — Назад в СССР
- 2010 — Наша Russia. Яйца судьбы
- 2010 — Последняя встреча
- 2010 — Тёмный мир
- 2010 — У каждого своя война
- 2011 — Дело было на Кубани
- 2011 — Ловушка
- 2011 — Небесный суд
- 2011 — Охотники за бриллиантами
- 2011 — Пять невест
- 2011 — Свадьба по обмену
- 2011 — Дом
- 2011 — Ялта-45
- 2011 — Два дня
- 2011 — Бой с тенью 3D: Последний раунд
- 2012 — Три товарища
- 2012 — Как выйти замуж за миллионера
- 2012 — Снайперы: Любовь под прицелом
- 2013 — Бесценная любовь
- 2013 — Привет от Катюши
- 2013 — Прощание
- 2013 — Гетеры майора Соколова
- 2013 — Как выйти замуж за миллионера 2
- 2013 — Московские сумерки
- 2013 — Не покидай меня!
- 2013 — Охотники за головами
- 2013 — Папа напрокат
- 2013 — Прощай, любимая!
- 2013 — Старый новый дом
- 2013 — Крёстный
- 2013 — Виолетта из Атамановки
- 2013 — Умник
- 2013 — Парфюмерша
- 2013 — Седьмая руна
- 2013 — Чёрные кошки
- 2013 — Бывших не бывает
- 2013 — Старый новый дом
- 2013 — Исповедь задрота
- 2014 — Звезда
- 2014 — Григорий Р.
- 2014 — Переводчик
- 2014 — Чудотворец
- 2014 — Под каблуком
- 2014 — Питер — Москва
- 2014 — Старое ружьё
- 2014 — Тайны города «ЭН»
- 2014 — Спутники
- 2014 — Так не бывает
- 2014 — Грешник
- 2014 — Аз воздам
- 2014 — Шок
- 2014 — Последняя электричка
- 2014 — Всё могут короли
- 2014 — Саша+Даша+Глаша
- 2014 — Девушка средних лет
- 2014 — Клинч
- 2014 — Единичка (Боевая единичка)
- 2014 — Шрам
- 2014 — Норвег
- 2015 — Великая
- 2015 — Гражданка Катерина
- 2015 — Нарушение правил
- 2015 — Золотая орда
- 2015 — Крылья
- 2015 — Говорит Москва!
- 2015 — Танцпол
- 2015 — История одного землетрясения
- 2015 — Как поднять миллион. Исповедь Z@drota
- 2015 — Коготь из Мавритании
- 2016 — Гостиница «Россия»
- 2017 — Жги!
- 2017 — Комиссарша
- 2018 — Хор
- 2019 — В кейптаунском порту
- 2020 — Красотка в ударе
- 2022 — Чёрная весна
- 2024 — Мастер и Маргарита

## Награды
- Кавалер ордена литературы и искусств (Франция)[9].
- Медаль Мовсеса Хоренаци (3 сентября 2011 года, Армения) — в связи в 20-й годовщиной независимости Республики Армения, за полновесный вклад в дело сохранения армянства, за заслуги перед Родиной, а также большое содействие укреплению дружбы между Республикой Армения и иностранными государствами[10][11][12].
- В 2007 году был удостоен Гран-при премии «Медиа-менеджер России 2007» за вклад в развитие кинотелеиндустрии, а также главного персонального приза и звания «Продюсер года» на XI церемонии вручения наград в области кинобизнеса «Блокбастер»[13].
- В 2010 году выбран продюсером года по версии журнала GQ[14].